# Gijs Smal
Gijs Smal (De Rijp, 31 agosto 1997) è un calciatore olandese, difensore del Feyenoord.

## Carriera
Cresciuto nel Volendam, con cui ha disputato tre stagioni in prima squadra, il 26 giugno 2020 viene tesserato dal Twente, con cui firma un triennale. Il 25 settembre 2020 esordisce in Eredivisie, nella partita vinta per 3-1 contro il Groningen.
terzino sinistro dalla spiccata attitudine offensiva, rapido palla al piede e particolarmente preciso nei cross, caratteristica cbe che lo porta a servire una numerosa quantità di assist. Giocatore grintoso e duro nei tackle, spesso pecca di eccessiva foga nei contrasti arrivando a un elevato numero di ammonizioni è inoltre anche abile nei calci piazzati.

## Statistiche

### Presenze e reti nei club
Statistiche aggiornate al 25 luglio 2025
| Stagione        | Squadra         | Campionato      | Campionato | Campionato | Coppe nazionali | Coppe nazionali | Coppe nazionali | Coppe continentali | Coppe continentali | Coppe continentali | Altre coppe | Altre coppe | Altre coppe | Totale | Totale | Totale |
| Stagione        | Squadra         | Comp            | Pres       | Reti       | Comp            | Pres            | Reti            | Comp               | Pres               | Reti               | Comp        | Pres        | Reti        | Pres   | Reti   |        |
| --------------- | --------------- | --------------- | ---------- | ---------- | --------------- | --------------- | --------------- | ------------------ | ------------------ | ------------------ | ----------- | ----------- | ----------- | ------ | ------ | ------ |
| 2017-2018       | Volendam        | ED              | 28         | 3          | CO              | 1               | 0               | -                  | -                  | -                  | -           | -           | -           | 29     | 3      |        |
| 2018-2019       | Volendam        | ED              | 12         | 0          | CO              | 0               | 0               | -                  | -                  | -                  | -           | -           | -           | 12     | 0      |        |
| 2019-2020       | Volendam        | ED              | 28         | 6          | CO              | 1               | 0               | -                  | -                  | -                  | -           | -           | -           | 29     | 6      |        |
| Totale Volendam | Totale Volendam | Totale Volendam | 68         | 9          |                 | 2               | 0               |                    | -                  | -                  |             | -           | -           | 70     | 9      |        |
| 2020-2021       | Twente          | E               | 22         | 0          | CO              | 1               | 0               | -                  | -                  | -                  | -           | -           | -           | 23     | 0      |        |
| 2021-2022       | Twente          | E               | 25         | 2          | CO              | 2               | 0               | -                  | -                  | -                  | -           | -           | -           | 27     | 2      |        |
| 2022-2023       | Twente          | E               | 34+4       | 2          | CO              | 2               | 0               | UECL               | 4                  | 0                  | -           | -           | -           | 44     | 2      |        |
| 2023-2024       | Twente          | E               | 26         | 0          | CO              | 1               | 0               | UECL               | 2                  | 0                  | -           | -           | -           | 29     | 0      |        |
| Totale Twente   | Totale Twente   | Totale Twente   | 107+4      | 4          |                 | 6               | 0               |                    | 6                  | 0                  |             |             |             | 123    | 4      |        |
| 2024-2025       | Feyenoord       | E               | 25         | 0          | CO              | 2               | 0               | UCL                | 11                 | 0                  | -           | -           | -           | 38     | 0      |        |
| Totale carriera | Totale carriera | Totale carriera | 204        | 13         |                 | 10              | 0               |                    | 17                 | 0                  |             | -           | -           | 231    | 13     |        |